# 1990 în artă
← 1987 în artă — 1988 în artă — 1989 în artă ——  1990 în artă  —— 1991 în artă — 1992 în artă — 1993 în artă →
1989 în artă implică o serie de evenimente:

## Premii

### Premii oriunde
- Premiul Archibald – Archibald Prize -
- Premiul Beck's Futures – Beck's Futures -
- Premiul Hugo Boss – Hugo Boss Prize –
- Premiul John Moores Painting - John Moores Painting Prize -
- Premiul Turner – Turner Prize –

## Galerie (lucrări din 1990)
- Lucrări reprezentative